# Joseph Anton Koch
Joseph Anton Koch (Obergiblen, bij Elbigenalp, 27 juli 1768 - Rome, 12 januari 1839) was een Oostenrijks  (Tiroler) kunstschilder. Hij wordt gerekend tot de romantiek en werd vooral bekend door zijn landschappen.

## Leven en werk
Koch werd opgeleid aan de Hohe Karlsschule te Stuttgart. In 1794 vertrok hij met een beurs naar Italië. Te Rome zou hij korte tijd later deel uitmaken van de kunstenaarskring rondom de neoclassicistische Deense beeldhouwer Bertel Thorvaldsen. Hij schilderde vooral berglandschappen, aanvankelijk ook in een door het neoclassicisme beïnvloedde stijl. Allengs helde hij echter steeds meer over naar de romantiek. Toen hij na een oponthoud in Wenen terugkeerde naar Rome sloot hij zich aan bij de groepering van de Nazareners, zonder echt hun stijlkenmerken over te nemen. Hij bleef vooral landschappen schilderen in een door Nicolas Poussin en Claude Lorrain beïnvloede stijl. Zijn werk kenmerkt zich door een heroïsche karakter, met veel aandacht voor de compositie, die steeds een sterke harmonie uitstraalt.
Koch overleed in 1839, 70 jaar oud. Zijn werk is te zien in tal van grote Duitse en Oostenrijkse musea, waaronder de Österreichische Galerie Belvedere, het Städel Museum, de Hamburger Kunsthalle, de Nationalgalerie, het Germanisches Nationalmuseum en de Staatliche Kunsthalle Karlsruhe. Bij een grote brand in het Glaspalast in München gingen in 1931 diverse van zijn werken verloren.

## Galerij

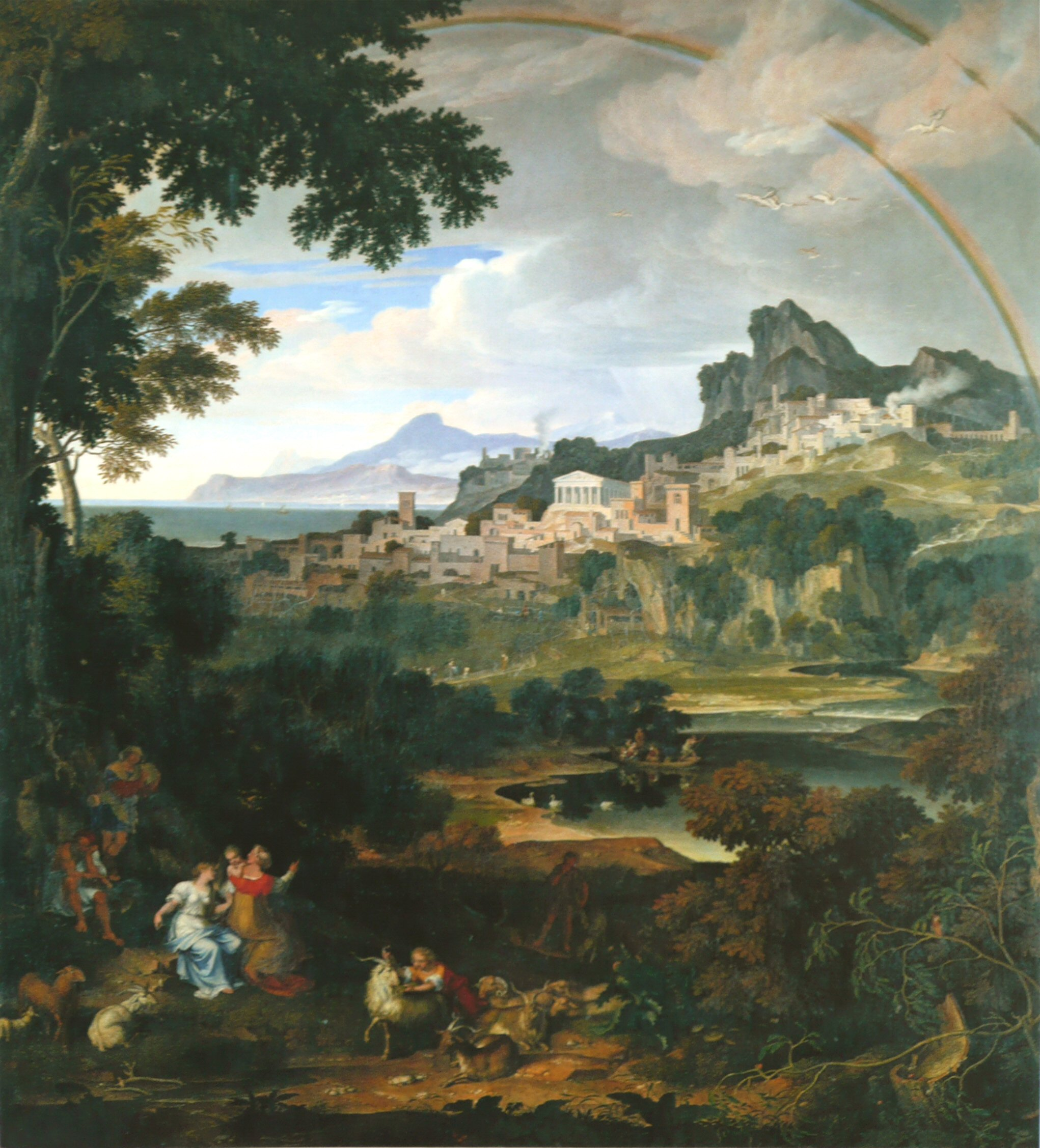
Heroische Landschaft mit Regenbogen
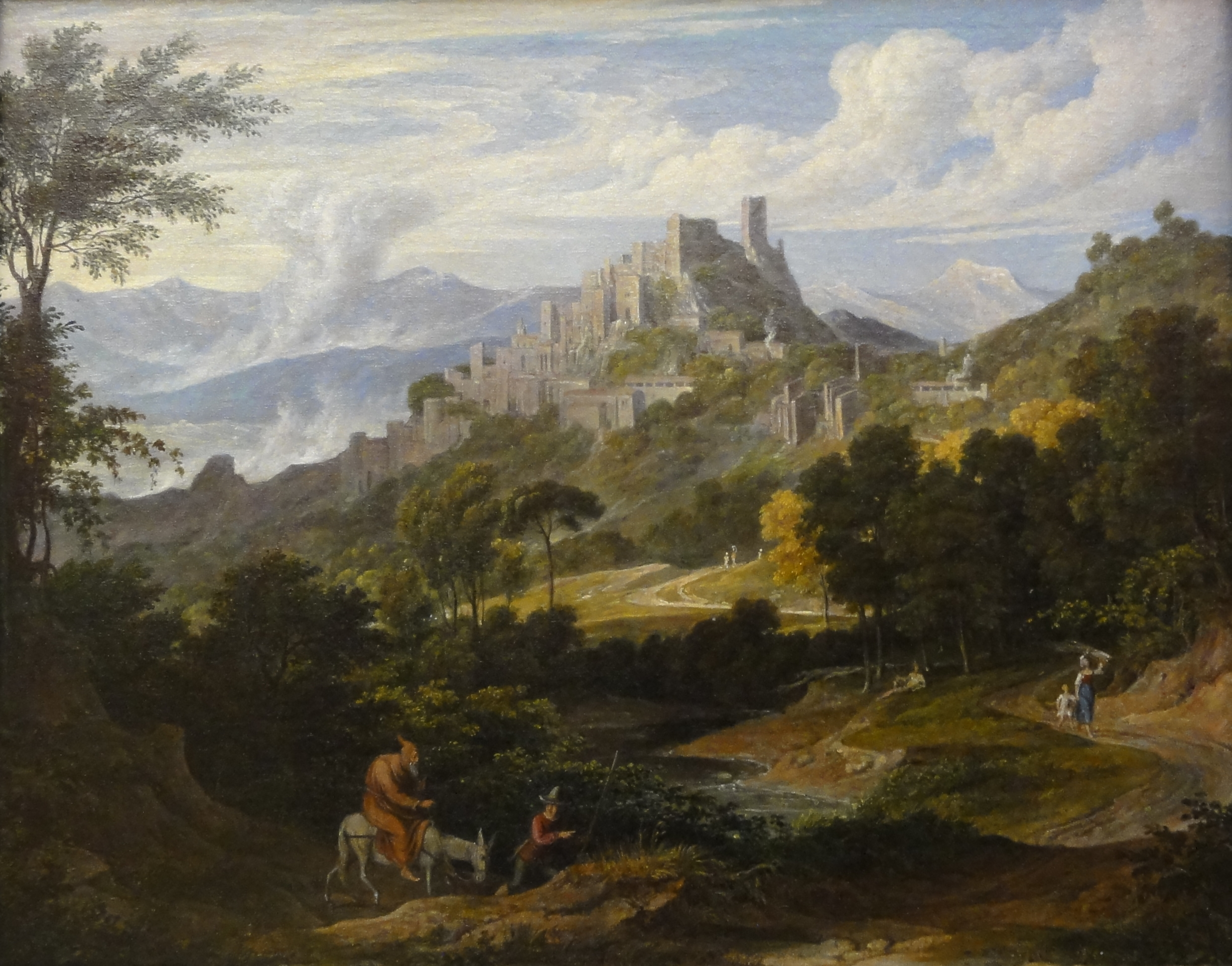
Landschaft bei Olevano mit reitendem Mönch
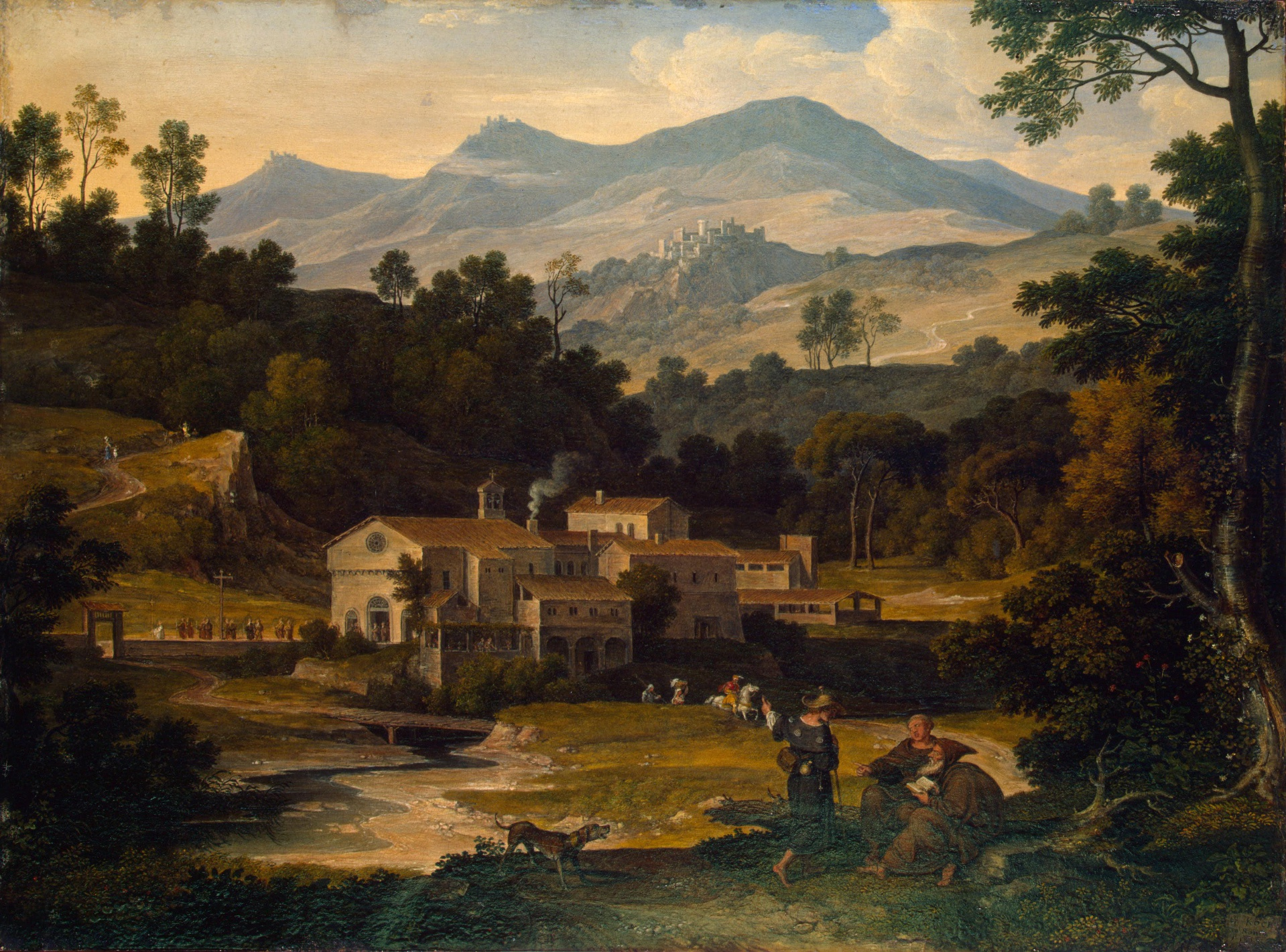
Kloster des Hl. Franziskus di Civitella in den Sabiner Bergen